# Vandskel
Et vandskel er grænsen mellem to haves, søers eller vandløbssystemers afvandingsområder, det vil sige områder, fra hvilke vandet søger mod et bestemt hav, en bestemt sø eller et bestemt vandløb.
Man skelner mellem to slags vandskel:
1. et topografisk vandskel er det terræn, hvis overflade har hældning i retning af et bestemt vandområde. Dette følger som regel højderygge eller bjergkæder;
2. et grundvands-vandskel er det område, hvori grundvandet søger mod et bestemt vandområde. Dette beror af jordbundslagene og kan derfor afvige fra det topografiske vandskel.

Ligeledes kan der skelnes mellem overordnede og underordnede vandskel. Vandskel i forhold til havene er altid overordnede, hvor imod vandskel i forbindelse med søer og vandløb er underordnede.

## Vandskel i politisk lys
Vandskel har været vigtige, når man skulle fastlægge grænser mellem lande eller territorier, særligt hvor trafik ad vandvejen havde økonomisk betydning. For eksempel gav den engelske stat monopol for handel med indianerne til Hudson's Bay Company, gældende for hele Hudsonflodens afvandingsområde.
Senere skaffede kompagniet sig rettighederne til Nordvestterritoriet, defineret som det område, der afvandes til det nordlige ishav.
I Europa følger lange strækninger af grænserne vandskellet langs en bjergryg. Det gælder f.eks. grænsen mellem Tyskland og Tjekkiet (Böhmerwald), grænsen mellem Østrig og Italien (Dolomitterne), grænsen mellem Spanien og Frankrig (Pyrenæerne) samt mellem Sverige og Norge.

## Vandskel som trafikvej
Naturfolk og kulturer uden muligheder for at anlægge kunstige veje har benyttet kendskabet til vandskel som en mulighed for at færdes tørskoet og uden besvær gennem store landområder.
Da de to opdagelsesrejsende Lewis og Clark skulle finde en rute tværs gennem Nordamerika, nåede de ved egen kraft frem til Stillehavet ved Oregons kyst, men da de skulle tilbage, måtte de have hjælp fra lokale folk ("indianere") til at finde over vandskellet mellem Columbia-flodsystemet og Missouri-systemet i Bitter Root Mountains.
I Jylland følger Hærvejen vandskellet mellem de vandløb, der afdræner mod Kattegat og Østersøen på den ene side, og de vandløb, der afdræner mod Vesterhavet, på den anden. Da man i sin tid diskuterede linjeføringen af den østjyske motorvej, foreslog professor Johannes Humlum, at man i store træk fulgte samme linje. Det ville nemlig spare brobyggerier og eksproprieringer af den bedste landbrugsjord. Forslaget blev dog forkastet efter pres fra de østjyske købstæder.

## Eksterne links
- Kort over verdens vigtige vandskel (kræver, at man lader sig registrere) Arkiveret 8. april 2004 hos  Wayback Machine